# Sgùrr Dubh Mòr
A Sgùrr Dubh Mòr (kiejtése: IPA: [s̪kuːᵲ t̪u moːɾ]) a skóciai Skye szigetén található csúcs. Délebbre fekvő szomszédjával, a Sgùrr nan Eaggel együtt szokták megmászni a ghrunndavölgyi-tó medencéjéből, amely egy 15 kilométeres túra, 7-11 óra szintidővel.

## Általános információk
A hegy nevének jelentése "nagy fekete csúcs". A Fekete-Cuillin főgerincének keleti kinyúlásán található. A főgerinc a Sgùrr Dubh an Da Bheinn 938 méteres csúcsánál ágazik el, átfut a Sgùrr Dubh Mòron, majd a 733 méteres Sgùrr Dubh Beag csúcsa után a Coruisk-tó felé kezd zuhanni, ez a Dubh-gerinc. Ezt tartják Nagy-Britannia leghosszabb sziklamászó helyének, és a The Slabs ("kőlapok") nevet ragasztották rá, ugyanis hatalmas, lapos kőlapokon kell felmászni.
Alexander Nicolson és Duncan MacIntyre párosa mászott fel rá először 1874-ben, miután egy évvel korábban meghódították a Sgùrr na Banachdich, a Sgùrr Dearg és a Sgùrr Alasdair csúcsait, ez utóbbi a Cuillin legmagasabbja. Bár Nicolson akkor már tapasztalt hegymászónak számított, a Dubh Mòr csúcsa saját bevallása szerint a legnehezebb volt az összes addigi megmászott hegy közül. Ennek az az oka, hogy keletről, a Dubh-gerincen közelítették meg és itt is ereszkedtek le.

„A Scur Dubh a Coolin csúcsai között a legterjedelmesebb, és úgy tartották, hogy „hozzáférhetetlen”. A megmászása, illetve sokkal inkább a lejövetel egészében véve a legnehezebb kalandom volt e hegyekben. […] kb. délután négy órakor kezdtük meg a mászást a Scavaig-tófölötti sziklákon. […] A mászás nehéz volt a Scur Dubh és a Garsveinnközötti völgyben, a Bolond-patakmentén. A völgy neve Durva-völgy („Garbh Choire”), és hatalmas kődarabokkal van tele, amelyek vulkanikus megjelenésűek, sokuk vöröses színű és salakos felületű. [...] Jómagam ilyen időtartamban még nem tettem ki magam annyi fizikai megterhelésnek, mint amikor a Scur-Dubh csúcsáról ereszkedtünk Coiruisg felé. Az ujjbegyeim teljesen elkoptak a durva szemcsés kővel való érintkezéstől. […]”

– Alexander Nicolson, The Isle of Skye

## A túra leírása

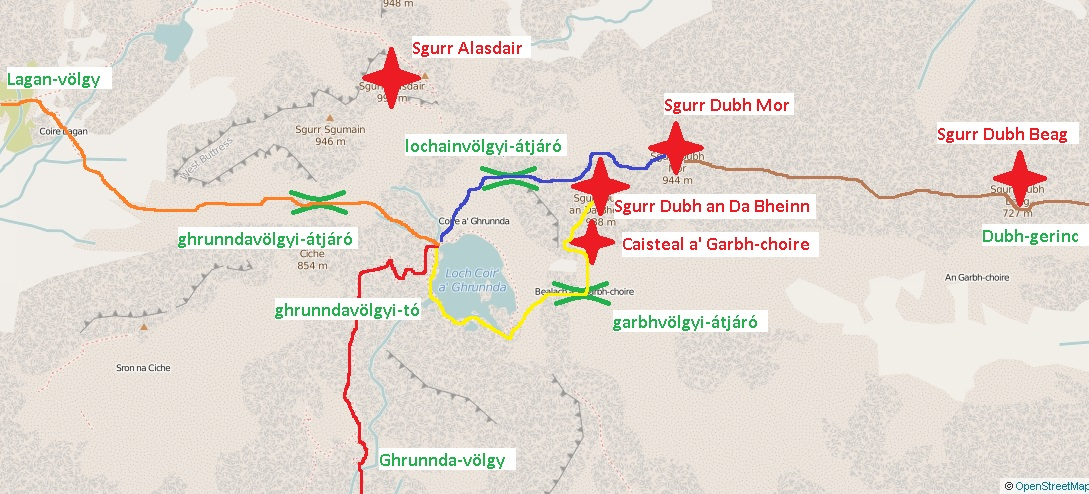
Piros: a Ghrunnda-völgyből érkező út, narancssárga: a Lagan-völgyből érkező út, sárga: megközelítés a garbhvölgyi-átjáró felől, kék: megközelítés a lochainvölgyi-átjáró felől, barna: a Dubh-gerinc felé vezető út.

Keletről, a Dubh-gerincen általában a hegymászók szokták megközelíteni a csúcsot, a túrázók nyugatról, a ghrunndavölgyi-tó (Loch Coir' a' Ghrunnda) felől közelítik meg. Ezt kétféleképpen lehet elérni. A könnyebb, de hosszabb út a Sròn na Cìche gerincét megkerülve a Ghrunnda-völgyből délről éri el a tavat, a nehezebb és rövidebb út átvág ezen a gerincen a Lagan-völgyből a ghrunndavölgyi-átjáró (Bealach Coir' a' Ghrunnda) segítségével.
A tó medencéjéből is kétfelé lehet feljutni a Cuillin főgerincére. Északra található a lochainvölgyi-átjáró (Bealach Coir' an Lochain), keletre pedig a garbhvölgyi-átjáró (Bealach a' Garbh-choire). Ez utóbbi esetében a gerincen északra fordulva még ki kell kerülni a 828 méteres Caisteal a' Garbh-choire csúcsát, ezután következik a Sgùrr Dubh an Da Bheinnt, ahonnan 2/3 kategóriájú négykézláb mászással lehet elérni a végső csúcsot.